# Kamadeva

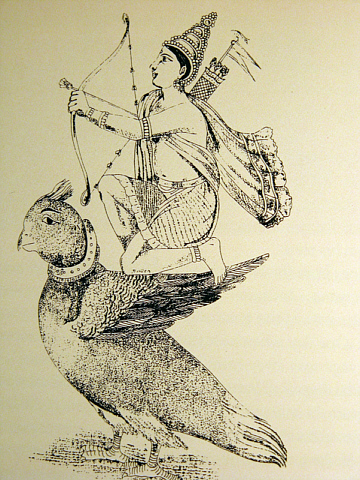
Kamadeva

Kāmadeva (Sanskrit कामदेव kāmadeva) oder nur Kama (काम kāma „Liebe“) ist im Hinduismus der Gott der erotischen Liebe und Personifikation des Begriffes Kama (Verlangen, weltlicher Genuss). Meist gilt er als Sohn von Lakshmi, Göttin des Wohlstandes und der Schönheit, sowie Vishnu, in der hinduistischen Trinität der Bewahrer. Andere Überlieferungen sehen ihn als Sohn des Schöpfers Brahma.

## Ikonographie
Kamadeva, hellhäutig dargestellt, der ständig von einer sanften Brise umwehte ewige Jüngling, ist der schönste unter den Devas. Zusammen mit den himmlischen Nymphen, den Apsaras, wandelt er durch die blühende Natur. Aus Zuckerrohr besteht sein wichtigstes Attribut, der Bogen, und eine Reihe von summenden Bienen bildet die Sehne. Dieser Bogen schießt mit fünf Blüten bestückte Pfeile des Verlangens ab. Frau des Liebesgottes ist Rati, die Leidenschaft, und als Freund begleitet ihn stets Vasanta, der Frühling, der sorgfältig passende Pfeile für die künftigen Opfer auswählt. Auch ein Kuckuck oder ein Papagei gehört zu seinen Begleitern (Vahana), ebenso wie  ein Makara (krokodilähnliches Mischwesen). Niemand, weder Menschen noch Götter, ist vor seinen Pfeilen sicher.
Kamadeva weist deutliche Parallelen zum griechischen Eros sowie zum römischen Amor auf.

## Legende
Eine bekannte Legende erzählt, wie der göttliche Shiva den Liebesgott im Zorn mit seinem dritten Auge einst zu Asche verbrannte. Auf Bitten der jungen Parvati hatte er seinen Pfeil auf den in tiefe Meditation versunkenen Shiva abgeschossen, damit dieser sie endlich beachten würde. Zwar strafte Shiva den Kamadeva, doch durch den Pfeil fand er keine Ruhe mehr, bis er Parvati heiraten konnte. 
Während des Todes von Kamadeva jedoch verschwand  alle Liebe von der Erde. Mit Parvatis Hilfe endlich gelang es  Rati,  Shiva zu besänftigen und Kamadeva wieder zum Leben zu erwecken. Als Pradyumna,  Sohn von  Krishna (einer Inkarnation von Vishnu) und seiner Frau Rukmini soll er wiedergeboren sein. 
Einige Traditionen Indiens sehen in dieser Legende den mythologischen Hintergrund für das farbenfrohe Frühlingsfest Holi, das man in Südindien als Kamadahan (Verbrennen des Kama) feiert.
Einige von Kamadevas Beinamen sind Kandarpa, Manmatha und Ananga.